# Music Industry Awards 2012

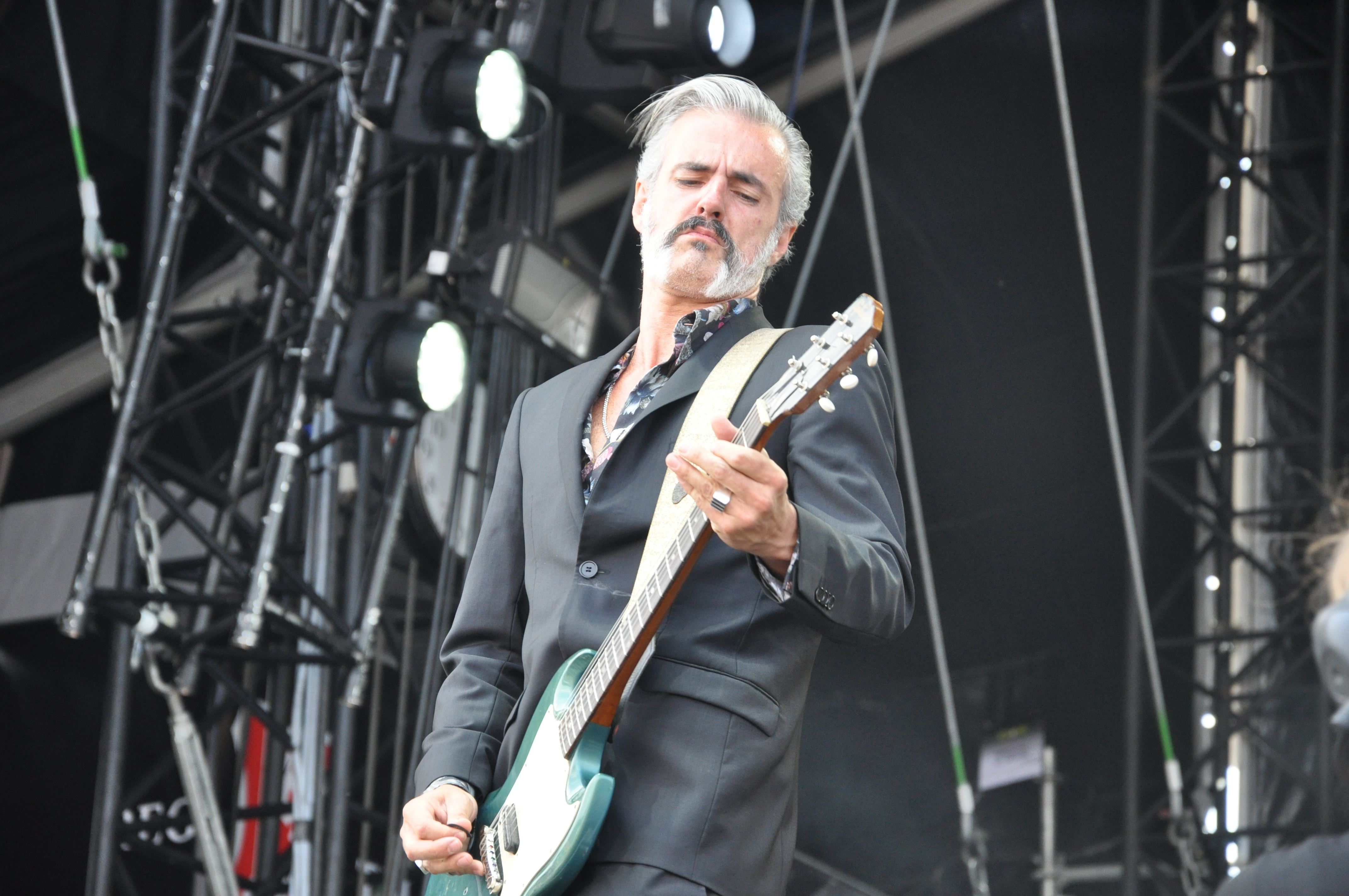
Triggerfinger werd vier keer genomineerd, en nam alle mogelijke trofeeën mee naar huis, waaronder de prestigieuze Hit van het jaar, voor hun eerste grote hit I Follow Rivers.

De Music Industry Awards of MIA's van 2012 werden toegekend op 8 december 2012 in het Eurocam Media Center te Lint tijdens een door de VRT op Eén rechtstreeks uitgezonden televisieshow.  Het was de zesde editie van de MIA's. De presentatie was in handen van Peter Van de Veire en Cath Luyten.
Tijdens het programma gaven onder andere De Kreuners, Astrid Bryan, Triggerfinger, Tom Dice, Selah Sue, Netsky, Will Tura, SX, Marcel Vanthilt, Ray Cokes, 't Hof van Commerce, Marco Z, Kim Clijsters, televisiekok Jeroen Meus en Vlaams minister-president Kris Peeters acte de présence. Verschillende artiesten brachten live een nummer: De Kreuners, Triggerfinger, Will Tura, SX en Selah Sue samen met 't Hof van Commerce.
In het begin van het programma ontvingen De Kreuners de Life Achievement Award vanwege hun verdienste voor de Vlaamse populaire muziek.
Voor de speciale en belangrijkste categorie, de "Hit van het jaar", kon het publiek net als in voorgaande jaren de uiteindelijke winnaar bepalen tijdens de televisieshow door middel van televoting. De prijs ging naar Triggerfinger voor de cover I Follow Rivers. Triggerfinger was over het geheel de grote winnaar. De groep won vier MIA's: ze wonnen naast de MIA voor hit van het jaar ook de prijzen voor beste groep, beste alternative en beste live act.
De prijs voor beste mannelijke soloartiest ging naar Netsky alias Boris Daenen. De MIA voor beste vrouwelijke soloartiest ging naar Selah Sue. De MIA voor beste album ging naar de groep Balthazar met het album Rats. Jef Neve won twee MIA's, die voor beste auteur/componist en voor beste muzikant. Het meest genomineerd waren Netsky/Daenen en dEUS met zes respectievelijk vijf nominaties. Netsky won uiteindelijk twee MIA's, dEUS daarentegen kon geen van de nominaties verzilveren.

## Optredens
| Artiesten           | Nummers               |
| ------------------- | --------------------- |
| De Kreuners         | Ik wil je             |
| Netsky              | Come Alive            |
| SX                  | Black Video           |
| Selah Sue           | Crazy Sufferin' Style |
| 't Hof van Commerce | Stuntman              |
| Tom Dice            | Out at Sea            |
| Triggerfinger       | I Follow Rivers       |
| Will Tura           | Ik ben een zanger     |

## Genomineerden en winnaars 2012
Hieronder de volledige lijst van genomineerden en winnaars in elke categorie. De winnaars zijn in het vet aangeduid.
| Categorie              | Genomineerden Winnaars                                 | Voor                                                | Uitgereikt door        |
| ---------------------- | ------------------------------------------------------ | --------------------------------------------------- | ---------------------- |
| Hit van het jaar       | Netsky Marco Z Triggerfinger                           | Come Alive I'm a Bird I Follow Rivers               | publiek via televoting |
| Album                  | dEUS Netsky Balthazar Goose                            | Following Sea 2 Rats Control Control Control        | muziekindustrie        |
| Beste groep            | dEUS Hooverphonic Triggerfinger Balthazar              |                                                     | publiek                |
| Soloartiest man        | Marco Z Arno Netsky Tom Dice                           |                                                     | publiek                |
| Soloartiest vrouw      | Selah Sue Natalia Renée Sarah Ferri                    |                                                     | publiek                |
| Videoclip              | dEUS Dez Mona Willow The Hickey Underworld             | Quatre Mains Suspicion Sweater In want of something | muzieksector           |
| Pop                    | Hooverphonic Milow Marco Z Tom Dice                    |                                                     | publiek                |
| Nederlandstalig        | Het Zesde Metaal De Held Will Tura 't Hof van Commerce |                                                     | publiek                |
| Dance                  | Milk Inc. Goose Dimitri Vegas & Like Mike Netsky       |                                                     | publiek                |
| Alternative            | dEUS Triggerfinger Balthazar Absynthe Minded           |                                                     | publiek                |
| Vlaams populair        | Christoff De Romeo's Will Tura Nicole & Hugo           |                                                     | publiek                |
| Live act               | Triggerfinger Hooverphonic Goose Netsky                |                                                     | publiek                |
| Doorbraak              | Marco Z SX Geppetto & The Whales Glenn Claes           |                                                     | muziekindustrie        |
| Auteur/componist       | Bram Vanparys Boris Daenen Bert Ostyn Jef Neve         |                                                     | muziekindustrie        |
| Muzikant               | Bjorn Eriksson Tijs Delbeke Jef Neve Liesa Van der Aa  |                                                     | muziekindustrie        |
| Artwork                | Balthazar SX Creature With The Atom Brain dEUS         | Rats Arche The Birds Fly Low Following sea          | muziekindustrie        |
| Best verkochte artiest |                                                        |                                                     | verkoopcijfers         |

## Meeste nominaties en awards

### Nominaties
| Aantal nominaties | Artiest         |
| ----------------- | --------------- |
| 5                 | Netsky          |
| 5                 | dEUS            |
| 4                 | Marco Z         |
| 4                 | Balthazar       |
| 4                 | Triggerfinger   |
| 3                 | Hooverphonic    |
| 3                 | Goose           |
| 2                 | Jef Neve        |
| 2                 | SX              |
| 2                 | Absynthe Minded |
| 2                 | Tom Dice        |

### Awards
| Aantal awards | Artiest       |
| ------------- | ------------- |
| 4             | Triggerfinger |
| 2             | Netsky        |
| 2             | Jef Neve      |

## Trivia
De hit van het jaar I Follow Rivers steeg in zijn 38ste week van 42 naar 23 in de Vlaamse Ultratop 50 na afloop van de MIA's. Come Alive van Netsky, een andere genomineerde voor deze prijs, kwam opnieuw binnen op plaats 33.  
Bij de populairste albums was hier en daar ook een stijging na de passage(s) op de MIA's. Het album 2 van Netsky klom naar plaats 8 (+4), Following Sea van dEUS steeg naar plaats 72 (+19), Ik ben een zanger van Will Tura kwam opnieuw binnen op plaats 161 en de best-of-cd van De Kreuners kwam voor het eerst de top 10 binnen (+17).